# Wincenty Wojtkiewicz

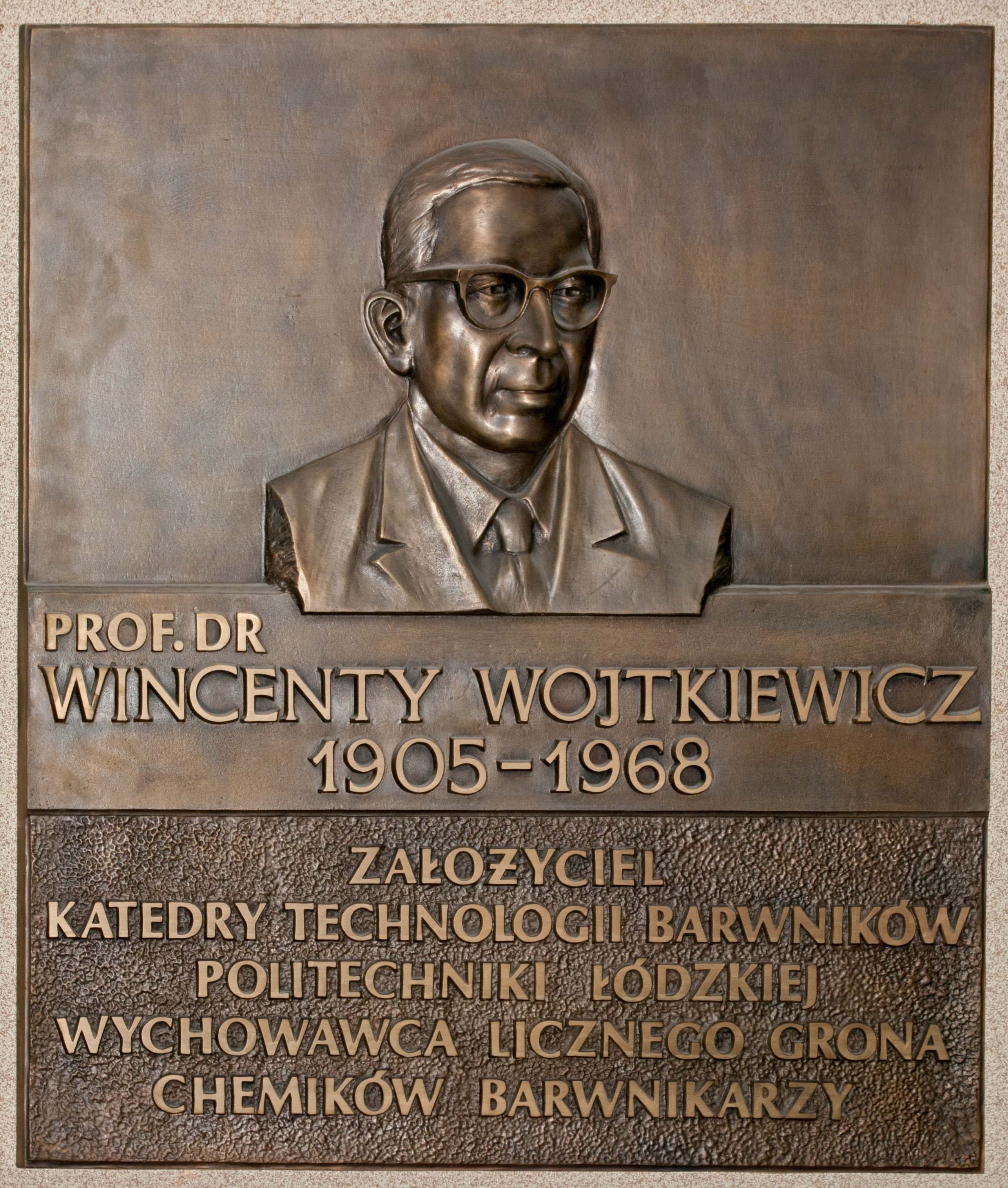
Tablica upamiętniająca prof. Wojtkiewicza na Wydziale Chemicznym PŁ

Wincenty Wojtkiewicz (ur. 29 sierpnia 1905 w Wilnie, zm. 31 stycznia 1968) – polski technolog barwników, profesor Politechniki Łódzkiej.
Urodził się w 1905 roku w Wilnie, gdzie w 1925 roku ukończył gimnazjum. W 1931 roku ukończył studia na Wydziale Matematyczno-Przyrodniczym Uniwersytetu Stefana Batorego uzyskując stopień magistra filozofii w zakresie chemii. Prowadził badania nad surowcami lokalnymi (torfem i gliną). Współpracował z miejscowym przemysłem chemiczno-farmaceutycznym i spożywczym.
We wrześniu 1939 roku został zmobilizowany, a następnie internowany w Rumunii. Następnie we Francji uczestniczył w walkach 2 Dywizji Strzelców Pieszych. W maju 1940 roku został internowany w Szwajcarii w obozie uniwersyteckim w Winterthur, gdzie  w latach 1940–1944 prowadził wykłady z analizy chemicznej oraz technologii chemicznej i technologii paliw, był też kierownikiem studium chemicznego. W tym czasie wydał dwa podręczniki. Równocześnie prowadził w Politechnice w Zurychu prace badawcze zakończone dysertacją doktorska w 1946 roku. W latach 1944–1949 był zatrudniony w CIBA w Bazylei specjalizując się w technologii półproduktów i barwników. Po powrocie do kraju w 1949 roku zorganizował w Politechnice Łódzkiej Katedrę Technologii Barwników, którą kierował do końca swego życia. Wykładał chemię oraz technologię barwników i półproduktów na Wydziałach Chemicznym i Włókienniczym PŁ.
Opracował kilka skryptów z zakresu chemii i technologii półproduktów i barwników oraz szereg rozdziałów w zbiorowych wydawnictwach podręcznikowych i encyklopedycznych. Współpracował z przemysłem i placówkami badawczymi. Zorganizował przy Politechnice Łódzkiej Laboratorium Syntezy Barwników podległe Instytutowi Przemysłu Organicznego, którym kierował 10 lat. Wykształcił 5 doktorów, którzy stanowili podstawowy trzon kadry badawczej i produkcyjnej przemysłu barwników. Działał w różnych organizacjach naukowych i zawodowych. Był odznaczony orderami państwowymi i branżowymi, w tym Krzyżem Kawalerskim Orderu Odrodzenia Polski oraz Złotym Krzyżem Zasługi.